# Uvalde
Uvalde és una població dels Estats Units a l'estat de Texas. Segons el cens del 2000 tenia 14.929 habitants.

## Demografia
Segons el cens del 2000, Uvalde tenia 14.929 habitants, 4.796 habitatges, i 3.716 famílies. La densitat de població era de 857,8 habitants per km².
Dels 4.796 habitatges en un 41,8% hi vivien nens de menys de 18 anys, en un 55,6% hi vivien parelles casades, en un 16,9% dones solteres, i en un 22,5% no eren unitats familiars. En el 20,1% dels habitatges hi vivien persones soles el 10,4% de les quals corresponia a persones de 65 anys o més que vivien soles. El nombre mitjà de persones vivint en cada habitatge era de 3,02 i el nombre mitjà de persones que vivien en cada família era de 3,5.
Per edats la població es repartia de la següent manera: un 32,4% tenia menys de 18 anys, un 9,6% entre 18 i 24, un 25,7% entre 25 i 44, un 18,3% de 45 a 60 i un 14% 65 anys o més.
L'edat mediana era de 31 anys. Per cada 100 dones de 18 o més anys hi havia 85,5 homes.
La renda mediana per habitatge era de 25.259 $ i la renda mediana per família de 27.897 $. Els homes tenien una renda mediana de 25.600 $ mentre que les dones 15.674 $. La renda per capita de la població era d'11.735 $. Aproximadament el 24,2% de les famílies i el 29% de la població estaven per davall del llindar de pobresa.

## Poblacions més properes
El següent diagrama mostra les poblacions més properes.